# Prix Aujourd'hui
Le prix Aujourd'hui est un prix littéraire français créé en 1962 par un groupe de grands journalistes (Jacques Fauvet, Jean Ferniot, André Frossard, Pierre Rostini, etc.). Il récompense un ouvrage politique, philosophique ou historique qui éclaire la période contemporaine. L'auteur de l'ouvrage est français ou étranger, mais l'ouvrage doit être paru en France et en français (langue originale ou traduction).
Le jury est composé de journalistes. Il est présidé depuis le 13 octobre 2021 par Vincent Trémolet de Villers. Il succède à Christine Clerc qui devient Présidente d'honneur. Raphaëlle Bacqué et Albert Du Roy en sont les secrétaires généraux et Christophe Barbier le trésorier. Les autres membres du Jury sont : Anna Cabana, Alain Duhamel, Bruno Frappat, Franz-Olivier Giesbert, Sonia Mabrouk, Alain-Gérard Slama, Philippe Tesson.
À titre exceptionnel, Gérald Bronner, lauréat 2021, participera au Jury en 2022.
Depuis 2012, grâce au soutien personnel de François Pinault, le prix Aujourd'hui est doté de 45 000 €.

## Liste des lauréats

### Années 1960
- 1962 : Les Parachutistes de Gilles Perrault, Seuil
- 1963 : Histoire de la Gestapo de Jacques Delarue, Fayard
- 1964 : Moi, Général de Gaulle d'Eugène Mannoni, Seuil
- 1965 : La Guerre d'Indochine, t. III : L'Humiliation de Lucien Bodard, Gallimard
- 1966 : Mendès-France au pouvoir de Pierre Rouanet, Laffont
- 1967 : La Grande Rafle du Vel d'Hiv, Claude Lévy et Paul Tillard, Laffont
- 1968 : L'Empire américain, Claude Julien, Grasset
- 1969 : L'Aveu d'Artur London, Gallimard

### Années 1970
- 1970 : La Loi du retour. La secrète et véritable histoire de l'Exodus de Jacques Derogy, Fayard
- 1971 : Histoire de la République Gaullienne de Pierre Viansson-Ponté, Fayard
- 1972 : Mort du général de Gaulle de Jean Mauriac, Grasset
- 1973 : Malraux – Une vie dans le siècle de Jean Lacouture, Seuil
- 1974 : Mémoires d'avenir de Michel Jobert, Grasset
- 1975 : Le Cheval d'orgueil, Pierre-Jakez Hélias, Plon
- 1976 : Le Fou et les Rois, Marek Halter, Albin Michel. Autobiographie.
- 1977 : François Mitterrand ou la Tentation de l'Histoire de Franz-Olivier Giesbert, Seuil
- 1978 : L'Empire éclaté d'Hélène Carrère d'Encausse, Flammarion
- 1979 : L'Ère des ruptures de Jean Daniel, Grasset. Autobiographie

### Années 1980
- 1980 : Un certain 18 juin de Maurice Schumann, Plon. Essai sur la seconde guerre mondiale[3]
- 1981 : Le Spectateur engagé de Raymond Aron, Julliard
- 1982 : Le Pari français : le nouveau plein-emploi de Michel Albert, Seuil
- 1983 : Comment les démocraties finissent de Jean-François Revel, Grasset. Essai sur le danger de l'impérialisme communiste[4].
- 1984 : Le Noir et le Rouge de Catherine Nay, Grasset
- 1985 : Tous ensemble. Pour en finir avec la syndicratie de François de Closets, Seuil
- 1986 : Orient Extrême, une vie en Asie de Robert Guillain, Arléa/Seuil
- 1987 : La Machine égalitaire d'Alain Minc, Grasset. Essai[5]
- 1988 : Paysages de campagne de Philippe Alexandre, Grasset. Sur l'élection présidentielle de 1988.
- 1989 : Michel Foucault de Didier Éribon, Flammarion

### Années 1990
- 1990 : France-Allemagne. Le Retour de Bismarck de Georges Valance, Flammarion
- 1991 : De l'Islam en général et du monde moderne en particulier de Jean-Claude Barreau, Le Pré-aux-Clercs
- 1992 : Le Nouveau Monde. De l'ordre de Yalta au désordre des nations de Pierre Lellouche, Grasset
- 1993 : Les Testaments trahis de Milan Kundera, Gallimard/Calmann-Lévy
- 1994 : C'était de Gaulle d'Alain Peyrefitte, Fayard
- 1995 : Le Passé d'une illusion de François Furet, Laffont
- 1996 : Loués soient nos seigneurs de Régis Debray, Gallimard
- 1997 : Pour en finir avec Vichy, t. 1. Les oublis de la mémoire 1940 d'Henri Amouroux, Laffont
- 1998 : Errata  récit d'une pensée de George Steiner, Gallimard. Autobiographie.
- 1999 : L'Ingratitude : Conversation sur notre temps d'Alain Finkielkraut avec Antoine Robitaille, Gallimard

### Années 2000
- 2000 :  Pas de lauréat en raison du calendrier, la remise du prix est reportée au printemps au lieu de la rentrée littéraire
- 2001 : Le Christianisme en accusation de René Rémond, Desclée de Brouwer
- 2002 : Réflexions sur la guerre, le mal et la fin de l'histoire de Bernard-Henri Lévy, Grasset
- 2003 : L'Ennemi américain. Généalogie de l'anti-américanisme françaisPhilippe Roger, Seuil
- 2004 : Les Origines de la culture de René Girard, Desclée de Brouwer
- 2005 : Quand la Chine change le monde de Erik Izraelewicz, Grasset
- 2006 : Apprendre à vivre. Traité de philosophie à l'usage des jeunes générations de Luc Ferry, Plon
- 2007 : Les Religions meurtrières d'Élie Barnavi, Flammarion
- 2008 : Clemenceau de Michel Winock, Perrin
- 2009 : Comment le peuple juif fut inventé de Shlomo Sand, Fayard

### Années 2010
- 2010 : Le pouvoir ne se partage pas d'Édouard Balladur, Fayard
- 2011 : Le Dernier Mort de Mitterrand de Raphaëlle Bacqué, Grasset. Consacré à François de Grossouvre.
- 2012 : L'Élimination de Rithy Panh avec Christophe Bataille, Grasset
- 2013 : Congo. Une histoire de David Van Reybrouck, Actes Sud
- 2014 : Les Somnambules : Été 1914 : Comment l'Europe a marché vers la guerre de Christopher Clark, Flammarion
- 2015 : De Révolution en République. Les chemins de la France de Mona Ozouf, Gallimard
- 2016 : Un silence religieux : la gauche face au djihadisme de Jean Birnbaum, Seuil
- 2017 : Histoire mondiale de la France de Patrick Boucheron, Seuil
- 2018 : Une Histoire mondiale du communisme (T.3) - Les complices de Thierry Wolton, Grasset
- 2019 : Le naufrage des civilisations d'Amin Maalouf, Grasset

### Années 2020
- 2020 : Rouge vif - L'idéal communiste chinois d'Alice Ekman, Éditions de l'Observatoire
- 2021 : Apocalypse cognitive de Gérald Bronner, PUF
- 2022 : V13 : Chronique judiciaire d'Emmanuel Carrère, P.O.L.
- 2023 : La France d'après. Tableau politique de Jérôme Fourquet, Seuil
- 2024 : Entre Guerres de François Lecointre, Gallimard